# Lowrance Electronics
Lowrance Electronics является производителем потребительских эхолотов и GPS-приемников, а также систем цифрового картографирования. В Lowrance, штаб-квартира которого расположена в Талсе, штат Оклахома, работает около 1000 человек. Компания наиболее известна своими системами высокой четкости (HDS) и дополнительными модулями производительности, которые включают в себя широкополосный 4G радар, StructureScan с SideScan и DownScan Imaging, Sonic Hub Audio, Sirius LWX-1 Weather и предотвращение столкновений NAIS.
В 2006 году Simrad Yachting и Lowrance объединились в сделке на сумму 215 миллионов долларов, создав новую компанию под названием Navico. Бренд Lowrance полностью принадлежит Navico, Inc.. Частная международная корпорация Navico в настоящее время является крупнейшей в мире компанией по производству морской электроники и является материнской компанией для ведущих брендов морской электроники: Lowrance, Simrad Yachting и B & G. В Navico работает около 1500 сотрудников по всему миру, и она работает в более чем 100 странах мира. www.navico.com

## История
Lowrance, разработчик и производитель эхолотов, GPS и авиационных приборов, был основан в Джоплине, штат Миссури, в 1957 году. Lowrance произвел первый пользовательский эхолот. В 2006 году Lowrance был приобретен Simrad Yachting за 215 миллионов долларов. Это слияние привело к созданию Navico, в настоящее время крупнейшего в мире производителя морской электроники для отдыха.

## Собственники и руководство
Лейф Оттоссон, президент и исполнительный директор

## Упоминания
1. «Navico Appoints New President & CEO». Архивировано из оригинала на 2007-07-28. Получен 2007-09-23
2. Baron, Michael. «Lowrance Electronics to be acquired by $215M, or $37 a share.» Market Watch. 30 января 2006. По состоянию 29 января 2018.
3. Ellison, Ben. «Simrad buys Lowrance, very, very interesting»
4. Rushton Gregory. «Lowrance Inks Partnership with PhoenixBoats» (недоступная ссылка)
5. Rushton Gregory. «New StructureScan HD Sonar Imaging System». (недоступная ссылка)
6. Rushton Gregory. «Lowrance Debuts Updated Nautic Insight HD and New Nautic Insight PRO 2012 Chartcards» (недоступная ссылка)
7. Soon on the market the new Lowrance LiveSight Sonar — Nautech News